# Musée Anne de Beaujeu

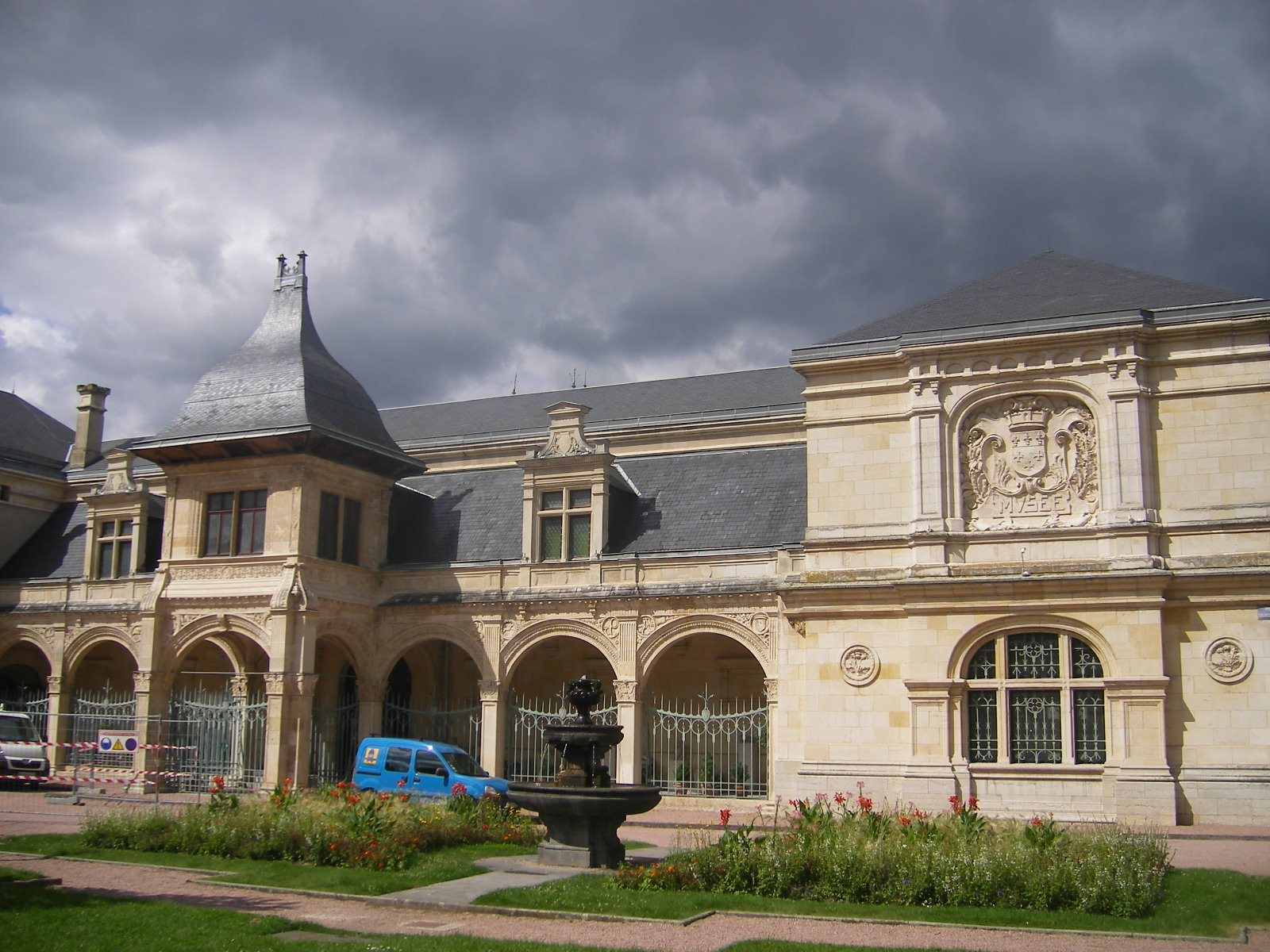
Das Musée Anne-de-Beaujeu von außen

Das Musée Anne-de-Beaujeu ist ein Kunstmuseum in Moulins im französischen Département Allier.

## Gebäude
Das Museum ist beheimatet im sogenannten Pavillon Anne de Beaujeu. Dieser ist benannt nach Anne de Beaujeu. Er wurde erbaut 1497 bis 1503 neben dem heute fast vollständig zerstörten Schloss. Er ist ein zweigeschossiges, im Obergeschoss von Mansarden unterbrochenes Bauwerk, mit Arkadengängen im Erdgeschoss. Er gilt als eines der ersten Beispiele der Renaissancearchitektur in Frankreich. Nach seiner Rückkehr von einem Feldzug nach Italien brachte König Karl VIII. italienische Künstler mit, die Architektur und Dekoration des Gebäudes beeinflusst haben. Vor dem Pavillon befindet sich ein französischer Garten mit einigen exotischen Pflanzen.

## Museum
Das Museum zeigt die Geschichte des Herzogtums Bourbonnais, heute in seinen Grenzen weitgehend identisch mit dem Département Allier. Schwerpunkte der ständigen Ausstellung sind Vor- und Frühgeschichte, Genealogien, Fayencen aus Moulins, mittelalterliche Steinskulpturen, religiöse Malerei des Mittelalters und der Renaissance. Darüber hinaus werden Sonderausstellungen veranstaltet.
Träger des Museums ist das Département Allier (Conseil général de l’Allier).